# Nicolas Mathieu
Nicolas Mathieu (Épinal, 1978. június 2. –) francia író.

## Munkái
Első regénye az Aux animaux la guerre („Az állatok háborúja”; 2014), egy rejtélyes bűnügyi regény. 2018-ban 6 részes France 3 tévésorozat készült belőle. Angolra 2021-ben fordították le („Of Fangs And Talons”) címmel.
Második regénye, a Leurs enfants après eux (2018) egy fiktív északkelet-francia vidéki város fiataljainak egy csoportjáról szól hat éven keresztül. A regény a deindusztrializáció okozta problémákat ábrázolja, William Rodarmor fordította, és az Egyesült Államokban And Their Children After Them címmel jelent meg 2020. április 7-én az Other Press kiadónál.

## Díjak és kitüntetések
- 2014 Prix Erckmann-Chatrian winner Aux animaux la guerre[6]
- 2015 Prix Mystère de la critique winner Aux animaux la guerre[7]
- 2015 Festival du goéland masqué prize for novel Aux animaux la guerre[8]
- 2018 Prix Goncourt winner Leurs enfants après eux[4]
- 2021 Albertine Prize winner for And Their Children After Them[9][10][11]

## Könyvei
- Aux animaux la guerre, Actes Sud, 2014, ISBN 9782330030377
- Paris/Colmar, Le Monde/SNCF, 2015, ISBN 9782361562090
- Leurs enfants après eux, Actes Sud, 2018, ISBN 9782330108717
- Rose Royal, Actes Sud, 2019, ISBN 9782330149970
- Connemara, Actes Sud, 2022, ISBN 9782330159702

### Magyarul megjelent
- Gyermekeik is utánuk (Leurs enfants après eux) – Typotex, Budapest 2021 · ISBN 9789634931621 · Fordította: Király Katalin (Typotex világirodalom)
- Rose Royal / Wagner bíró (Rose Royale) – Typotex, Budapest 2024 · ISBN 9789634932956 · Fordította: Király Katalin (Typotex világirodalom)

## Fordítás
- Ez a szócikk részben vagy egészben  a   Nicolas Mathieu című angol Wikipédia-szócikk fordításán alapul.  Az eredeti cikk szerkesztőit annak laptörténete sorolja fel. Ez a jelzés csupán a megfogalmazás eredetét és a szerzői jogokat jelzi, nem szolgál a cikkben szereplő információk forrásmegjelöléseként.